# 毛里·昆纳斯

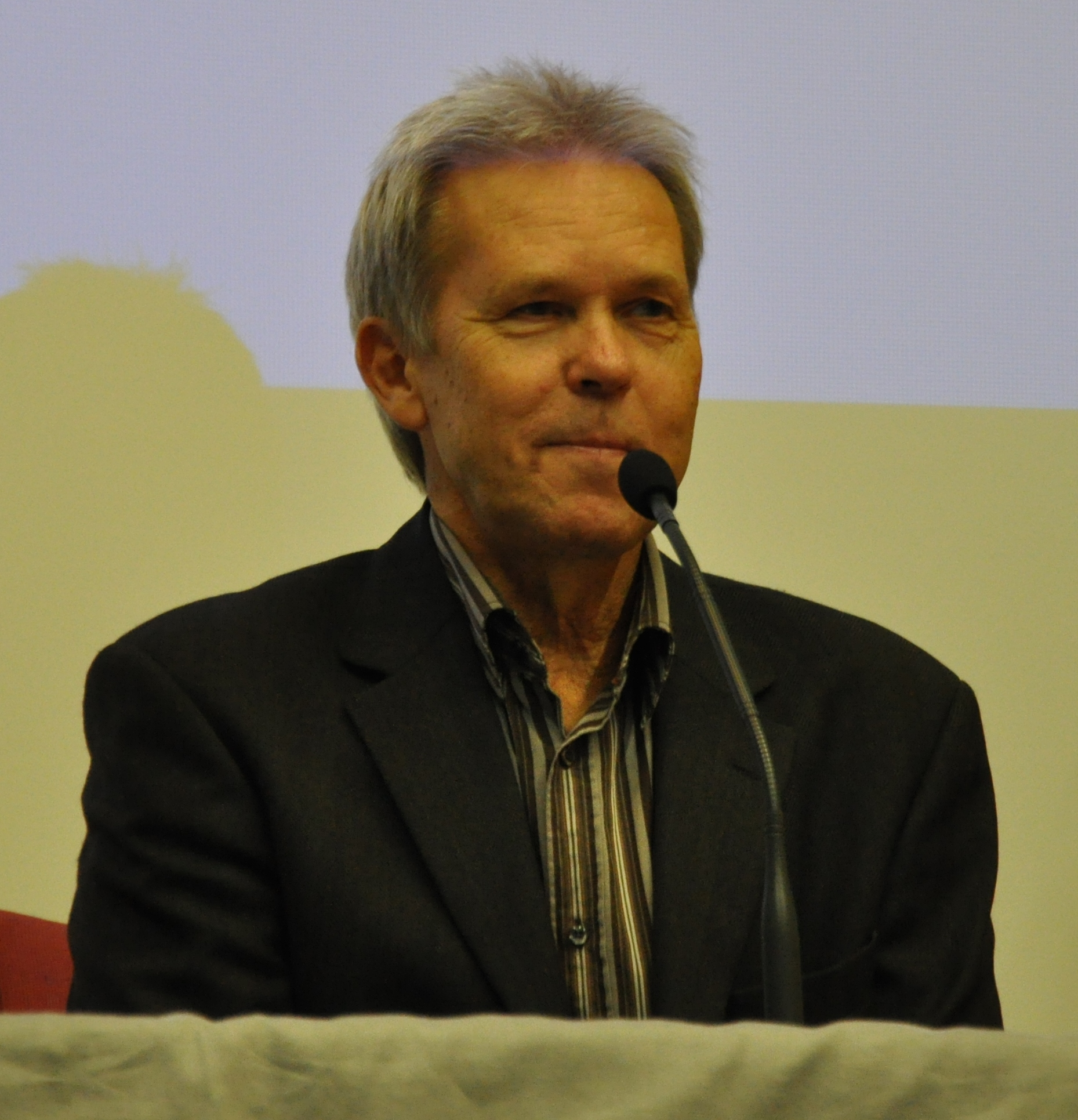
昆纳斯于2009年图尔库图书博览会上

毛里·塔皮奥·昆纳斯（芬蘭語：Mauri Tapio Kunnas，1950年2月11日—），芬兰图形设计师、作家、艺术家及漫画家。
昆纳斯以其广泛并深受欢迎的儿童文学作品而著称，这些作品包括历史题材的《犬山》系列以及为儿童改编的《卡勒瓦拉》或《七兄弟》等作品。昆纳斯的一些反政府主义的漫画系列也有名。
昆纳斯的书籍在世界范围的销售量超过一千万本。他的书籍被译成37种语言，并在36个国家发行。单《圣诞老人》（Joulupukki）一书就售出150万本以上。
1981年昆纳斯获得芬兰漫画协会颁发的普派帽奖。2003年昆纳斯以其《七犬族兄弟》（Seitsemän koiraveljestä）中的配画而获得鲁道夫·科伊武奖。他在2003年及2015年两次荣获卡丽娜·赫拉基萨奖。2005年他获得了由芬兰知识类作家协会（Suomen tietokirjailijat ry） 颁发的知识猫头鹰奖。2002年他获得了芬兰雄狮勋章中的文化奖章（Pro Finlandia -mitali）。2013年他被阿尔托大学艺术设计学院授予荣誉博士。2017年他又以其《犬山之芬兰历史》（Koiramäen Suomen historia）入选芬兰儿童少年文学奖的提名。